# Giovanni Tommaso
Giovanni Tommaso (* 20. Januar 1941 in Lucca) ist ein italienischer Bassist, Komponist, Arrangeur und Bandleader des Modern Jazz.
Tommaso hatte privaten Musikunterricht; er begann in Lucca mit seinem Bruder, einem Pianisten aufzutreten. Sie bildeten die Formation „Quartetto di Lucca“, die stark vom Modern Jazz Quartet beeinflusst war und schnell in Italien zwischen 1957 und 1966 populär wurde. 1967 zog Tommaso nach Rom, wo er u. a. mit Johnny Griffin, Sonny Rollins, Chet Baker und Barney Kessel spielte. 1971 bildete er die Jazzrockgruppe „Perigeo“, mit der er sechs Alben einspielte und viele Tourneen, auch in die USA machte. 1977 gab Tommaso die Band auf und wurde Mitglied des Quartetts von Enrico Rava, bei dem er bis 1984 blieb. Danach bildete er mit dem Altsaxophonisten Massimo Urbani ein eigenes Quintett ("The Blessing", 1983). Seit 1985 leitet Tommaso die Umbria Jazz Clinics; er arbeitete auch als Musiklehrer am Konservatorium von Perugia. Außerdem komponierte Tommaso über hundert Stunden Filmmusiken. In den 1980/1990er Jahren spielte er in der Band von Franco D’Andrea und nahm mit ihm die Alben „Kick Off“ und „Airegin’“ auf.
Zu seinen Einflüssen zählen Bassisten wie Scott LaFaro und Paul Chambers, aber auch Musiker wie Charlie Parker, Sonny Rollins, Thelonious Monk und Miles Davis.
Der Bassist Bruno Tommaso ist sein Cousin.

## Diskographische Hinweise
- Via G.T. (Red Records, 1986) mit Paolo Fresu (tp), Massimo Urbani (as), Danilo Rea (p), Roberto Gatto (dr)
- To Chet (Red, 1988) dto.
- Over the Ocean (Red, 1993) mit Flavio Boltro, Pietro Tonolo, Danilo Rea, Roberto Gatto, Carl Marcotulli
- Third Step/Goodbye 900 (BMG, 1998), u. a. mit Enrico Rava, Flavio Boltro, Paolo Fresu, Joe Lovano, Luis Bacalov, Pietro Tonolo, Aldo Romano